# Baldaszkowiec
Baldaszkowiec (Echinophora Tourn. ex L.) – rodzaj roślin należący do rodziny selerowatych. Obejmuje 11 gatunków. Rośliny te występują w basenie Morza Śródziemnego (w tym dwa gatunki w południowej Europie) oraz w zachodniej Azji po Pakistan, Kirgistan i Kazachstan na wschodzie. W Polsce jako gatunek przejściowo dziczejący stwierdzony został baldaszkowiec kłujący E. spinosa. Te aromatyczne zwykle rośliny występują w zbiorowiskach roślin kserofilnych, w miejscach kamienistych, na piaszczystych wybrzeżach morskich.

## Morfologia

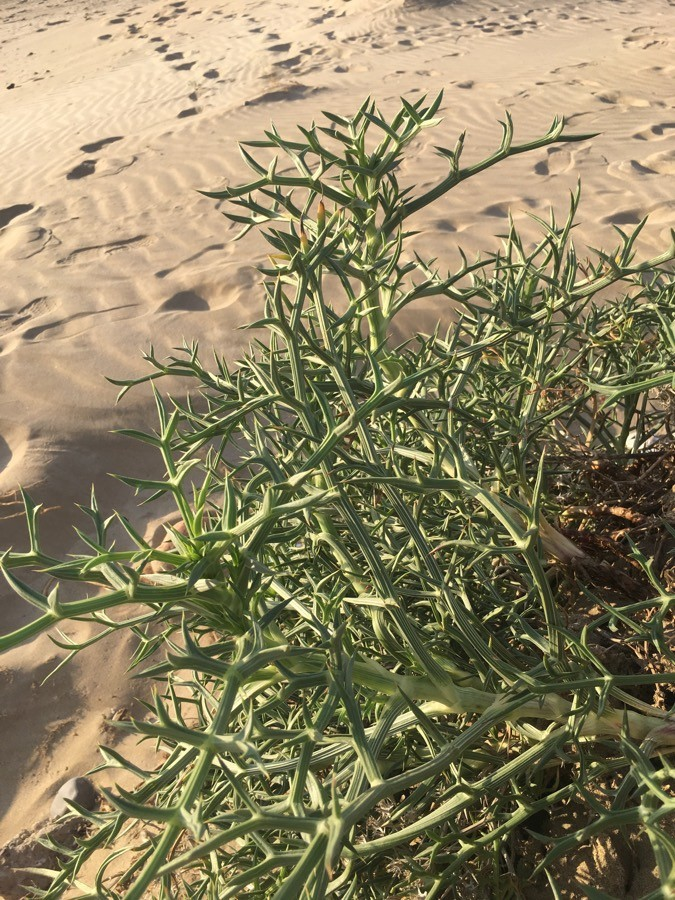
Kłujące liście baldaszkowca kłującego

PokrójNagie, wieloletnie rośliny zielne o pędach często kłujących.
LiścieBlaszka liściowa jedno- do czterokrotnie pierzastozłożona lub trójlistkowa. Odcinki liści nitkowate, równowąsko-lancetowate do rombowatych i jajowatych, zwykle skórzaste i kłująco zakończone.
KwiatyZebrane w baldachy złożone, pod którymi pokrywy są wiotkie. Pod baldaszkami znajdują się pokrywki, które są sztywne i często kłujące. Centralny kwiat w baldaszku jest siedzący i obupłciowy, podczas gdy zewnętrzne są kwiatami męskimi o sztywnych szypułkach, zwykle przyległych do pokrywek. Działki kielicha są jajowate do trójkątnych. Płatki korony są białe, żółte lub czerwieniejące, nagie lub odosiowo owłosione. Szyjki słupka są długie i drewniejące.
OwoceRozłupki nagie lub owłosione, o niewyraźnych żebrach.

## Systematyka
Pozycja systematyczna
Rodzaj w obrębie rodziny selerowatych (baldaszkowatych) Apiaceae klasyfikowany jest do podrodziny Apioideae, plemienia Echinophoreae.
Wykaz gatunków
- Echinophora chrysantha Freyn & Sint.
- Echinophora cinerea (Boiss.) Hedge & Lamond
- Echinophora lamondiana Yildiz & Z.Bahcecioglu
- Echinophora orientalis Hedge & Lamond
- Echinophora platyloba DC.
- Echinophora scabra Gilli
- Echinophora sibthorpiana Guss.
- Echinophora spinosa L. – baldaszkowiec kłujący
- Echinophora tenuifolia L.
- Echinophora tournefortii Jaub. & Spach
- Echinophora trichophylla Sm.